# Blepharispermum
Blepharispermum là một chi thực vật có hoa trong họ Cúc (Asteraceae).

## Loài
Chi Blepharispermum gồm các loài: